# Bodeča lobodika
Bodéča lobodíka, pogosteje samo lobodika (znanstveno ime Ruscus aculeatus) je zimzeleni grm z značilnimi rdečimi jagodami, ki se uporablja kot božični okras, iz družine beluševk.

## Opis
Bodeča lobodika je zimzelena grmasta rastlina od 30 do 80 cm visoka, opremljena s kladodiji, preoblikovanimi stebli, ki so prevzeli funkcijo listov, postajajo ovalna, sploščena in toga, z ostrimi konci. Tik nad osnovo kladodijev se spomladi odprejo drobni zelenkasti cvetovi, nato pa plodovi, ki zorijo pozimi in so razkošne škrlatne jagode, velike kot češnje. Rastlina je dvodomna, torej ima enospolne cvetove v dveh različnih rastlinah, ena z moškimi cvetovi in ena z ženskimi cvetovi, ki dajejo jagode. 